# کروشووکا
کروشووکا (به لهستانی:  Kroszówka) یک روستا در لهستان است که در گمینا بارگووف کوشچیلنه واقع شده‌است.